# 福雷斯托斯帕尔索
福雷斯托斯帕尔索（義大利語：Foresto Sparso），是意大利贝加莫省的一个市镇。总面积7平方公里，人口3135人，人口密度447.9人/平方公里（2009年）。国家统计（ISTAT）代码为016104。